# Nutzfahrzeughersteller

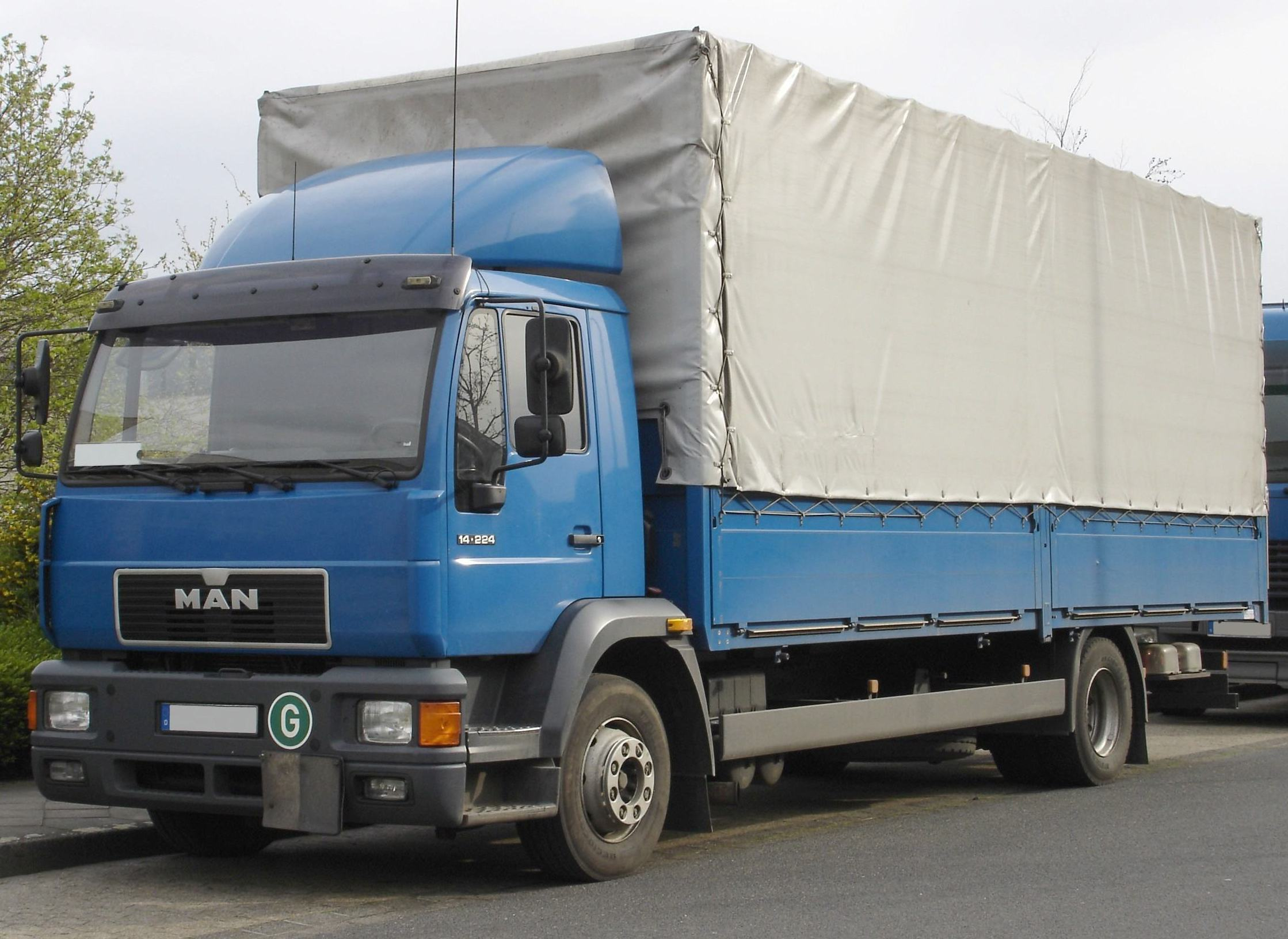
Lastkraftwagen

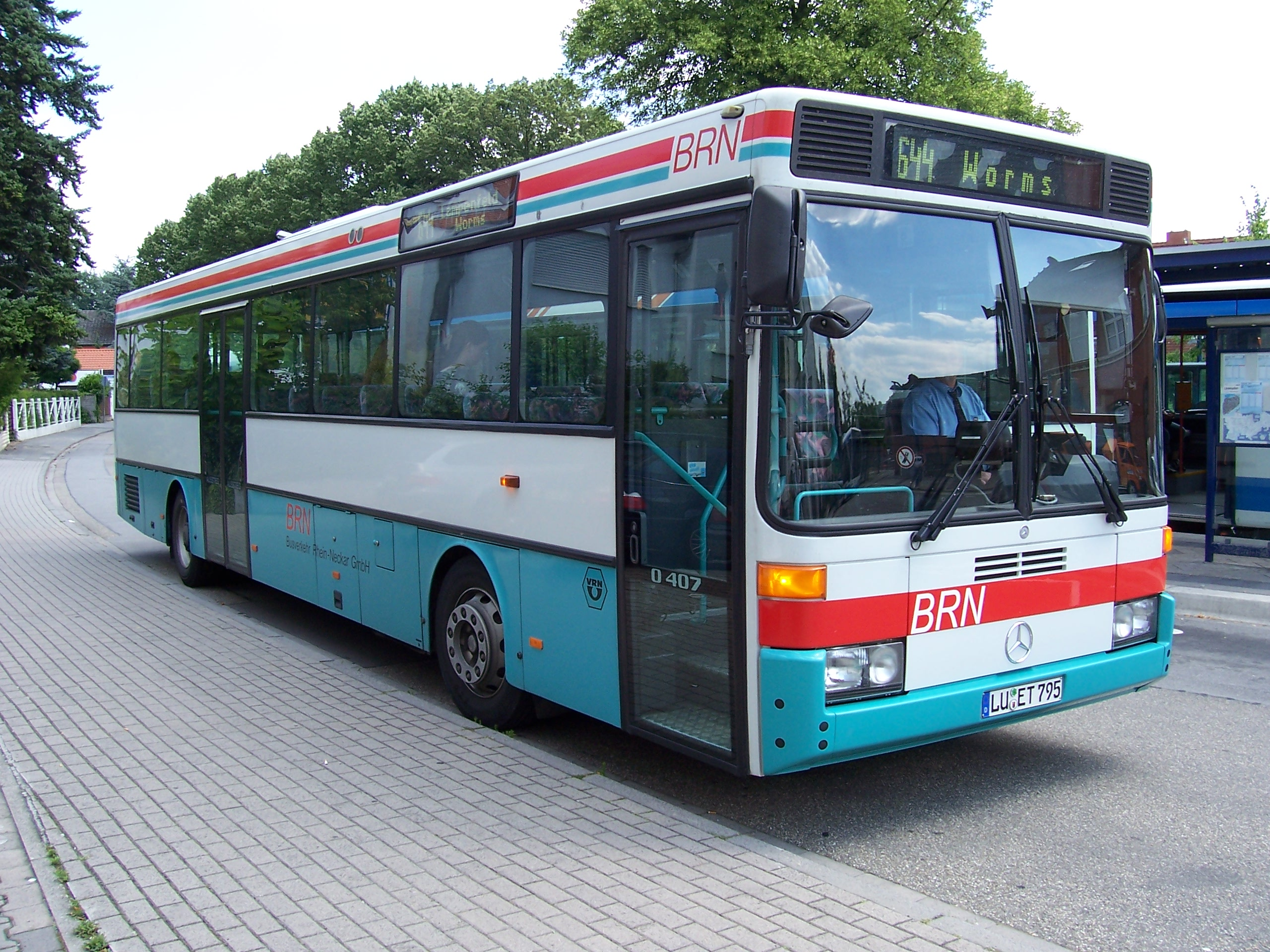
Omnibus

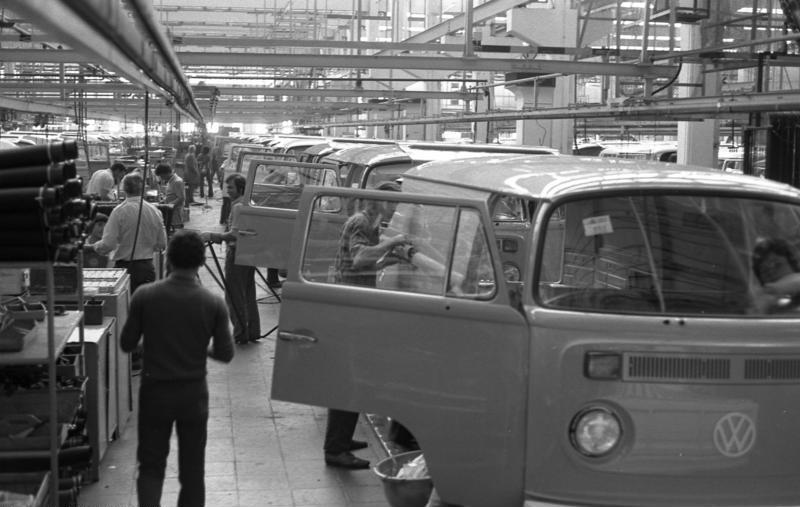
Blick in das VW-Nutzfahrzeugwerk im Jahr 1973

Nutzfahrzeughersteller sind Unternehmen, die Lastkraftwagen (Lkw) und/oder Busse verschiedener Größen, kleinere Transporter sowie Spezialfahrzeuge produzieren.

## Allgemeines
Außer LKW jeder Größe, Zugmaschinen, Sattelschlepper und Kleintransporter gehören auch Busse, darunter Linienbusse, Reisebusse sowie Oberleitungsbusse mit Elektroantrieb (auch Trolleybus genannt) und Spezialfahrzeuge verschiedener Art wie Kranwagen und Militärfahrzeuge zum Angebot der verschiedenen Nutzfahrzeughersteller. Die ebenfalls zu den Nutzfahrzeugen zählenden kleineren Lieferwagen werden dagegen in der Regel von Pkw-Herstellern gebaut, da diese den Personenwagen konstruktiv wesentlich näher stehen als den schweren Nutzfahrzeugen und es sich teilweise auch um von entsprechenden Pkw-Modellen abgeleitete Konstruktionen handelt.

## Aktuelle Marktlage
Der Markt für Nutzfahrzeuge gilt als hart umkämpft und wird heute von Großunternehmen beherrscht, jedoch haben sich in Marktnischen bis heute auch mittelständische Unternehmen behaupten können. Dennoch ist über Jahrzehnte ein massiver Konzentrationsprozess zu beobachten, in dessen Verlauf sowohl Anbieter fusionierten, übernommen wurden wie auch aus dem Markt ausschieden. Nachdem seit den 1980er Jahren eine gewisse Beruhigung eingetreten war, finden in der jüngeren Vergangenheit erneut verstärkt Fusionen, Übernahmen und auch eine stärkere technische Zusammenarbeit zwischen verschiedenen voneinander unabhängigen Herstellern statt.
Besonders ausgeprägt ist die konzernübergreifende Zusammenarbeit im Bereich der Kleintransporter, wo inzwischen häufig relativ ähnliche bis nahezu baugleiche Fahrzeuge im Rahmen des Badge-Engineering von verschiedenen Anbietern positioniert werden. Häufig werden diese Fahrzeuge, die nur noch geringe optische Unterschiede zur Hervorhebung der Eigenständigkeit der jeweiligen Marke aufweisen, sogar für verschiedene Hersteller im selben Automobilwerk gebaut.
Während im Bereich konventioneller Lastwagen in den großen Industriestaaten wenige Großunternehmen den Markt nahezu völlig dominieren, hat sich im Bereich der Bushersteller eine noch weitaus heterogenere Struktur erhalten. In diesem Bereich ist auch noch eine stärkere Fokussierung der Ländermärkte auf Hersteller aus dem jeweils eigenen Land zu beobachten, sofern das jeweilige Land noch solche Hersteller aufweist.
Die heute vorherrschenden größeren Konzerne stellen dabei oftmals mehrere Marken her, teilweise treten diese Unternehmen in verschiedenen Staaten auch unter unterschiedlichen Markennamen auf, etwa weil bestimmte Namen (von übernommenen Traditionsherstellern) in bestimmten Ländern besonders stark oder bekannt sind. In vielen Fällen sind Nutzfahrzeughersteller Teile von großen Automobilkonzernen, die auch im Pkw-Sektor aktiv sind.
Im Gegensatz zum Pkw-Markt ist in Europa der Einfluss asiatischer Marken im LKW- und Bussektor sehr gering, allenfalls im Sektor der leichten LKW konnten einzelne Modelle bescheidene Verkaufszahlen erreichen. Bei den Kleintransportern der kleineren Größenordnungen (vgl. VW-Bus) sind vor allem japanische Hersteller jedoch gut im Markt vertreten.